# Зіньківська волость (Летичівський повіт)
Зіньківська волость — історична адміністративно-територіальна одиниця Летичівського повіту Подільської губернії з центром у містечку Зіньків.
Станом на 1885 рік складалася з 24 поселень, 12 сільських громад. Населення — 15012 осіб (7562 чоловічої статі та 7450 — жіночої), 2417 дворових господарства.
|                     | Площа, десятин | У тому числі орної, десятин |
| ------------------- | -------------- | --------------------------- |
| Сільських громад    | 14591          | 9888                        |
| Приватної власності | 4839           | 2568                        |
| Казенної власності  | 125            | —                           |
| Іншої власності     | 830            | 567                         |
| Загалом             | 20385          | 13023                       |

Основні поселення волості:
- Зіньків — колишнє власницьке містечко при річці Ушиця за 50 верст від повітового міста, 2335 осіб, 357 дворових господарств, 2 православні церкви, костел, синагога, єврейський молитовний будинок, школа, аптека, 21 постоялий будинок, торговельна баня, 53 лавки, 4 шкіряних і пивоварний заводи, базари по четвергах, ярмарок що два тижні по неділях.
- Адамівка — колишнє власницьке село при річці Ушиця, 1600 осіб, 265 дворових господарств, 2 православні церкви, 4 постоялих будинки.
- Баранівка — колишнє власницьке село, 399 осіб, 58 дворових господарств, православна церква, постоялий будинок.
- Грим'ячка — колишнє власницьке село при річці Біла, 1400 осіб, 285 дворових господарств, православна церква, школа, постоялий будинок, водяний млин.
- Круті Бородинці — колишнє власницьке село при річці Ушиця, 362 особи, 43 дворових господарств, православна церква, постоялий будинок, водяний млин.
- Лисівка — колишнє власницьке село при річці Ушиця, 210 осіб, 26 дворових господарств, православна церква, постоялий будинок.
- Мурована Вербка — колишнє власницьке село, 810 осіб, 145 дворових господарств, православна церква, постоялий будинок.
- Охрімовецька Слобідка — колишнє власницьке село, 895 осіб, 130 дворових господарств, школа, постоялий будинок.
- Охрімівці — колишнє власницьке село, 1200 осіб, 152 дворових господарства, православна церква, школа, 2 постоялих будинки, кузня.
- Петраші — колишнє власницьке село, 693 особи, 96 дворових господарств, православна церква, школа, постоялий будинок.
- Пирогівка — колишнє власницьке село при річці Самець, 1033 особи, 172 дворових господарства, православна церква, школа, постоялий будинок, водяний млин.
- Станіславівка — колишнє власницьке село при річці Ушиця, 1054 особи, 166 дворових господарств, постоялий будинок.
- Сутківці — колишнє власницьке село при річці Ушиця, 490 осіб, 62 дворових господарств, православна церква, постоялий будинок, водяний млин.